# Fjällsjö landskommun
Fjällsjö landskommun var en tidigare kommun i Västernorrlands län.

## Administrativ historik
Kommunen inrättades den 1 januari 1863 i Fjällsjö socken i Ångermanland  när 1862 års kommunalförordningar trädde i kraft.
Vid kommunreformen 1952 bildade den storkommun tillsammans med Bodum.
Den 1 januari 1962 överfördes till Fjällsjö kommun och församling ett obebott område omfattande en areal av 0,20 km² land, från Ströms landskommun och församling i Jämtlands län.
1 januari 1967 tillfördes det område som utgjort Tåsjö landskommun. 1971 infördes enhetlig kommuntyp och Fjällsjö landskommun ombildades därmed till Fjällsjö kommun, dock utan territoriella förändringar.
Området tillhör sedan 1974 den då nybildade Strömsunds kommun i Jämtlands län. 
Kommunkod 1952–73 var 2226.

### Kyrklig tillhörighet
I kyrkligt hänseende tillhörde kommunen Fjällsjö församling. 1 januari 1952 tillkom Bodums församling och 1 januari 1967 tillkom Tåsjö församling.

## Kommunvapen
Blasonering: I blått fält en av vågskuror bildad ginbalk, åtföljd ovan av en sol och nedan av ett uppskjutande sexberg, allt av guld.
Vapnet fastställdes av Kungl Maj:t 1950-02-03, och upphörde  1974-01-01. Vågskureavdelad ginbalk åtföljd av sol och sexberg är en heraldisering av bilden i Fjällsjö sockens sigill.

## Geografi
Fjällsjö landskommun omfattade den 1 januari 1952 en areal av 1 514,00 km², varav 1 389,80 km² land.

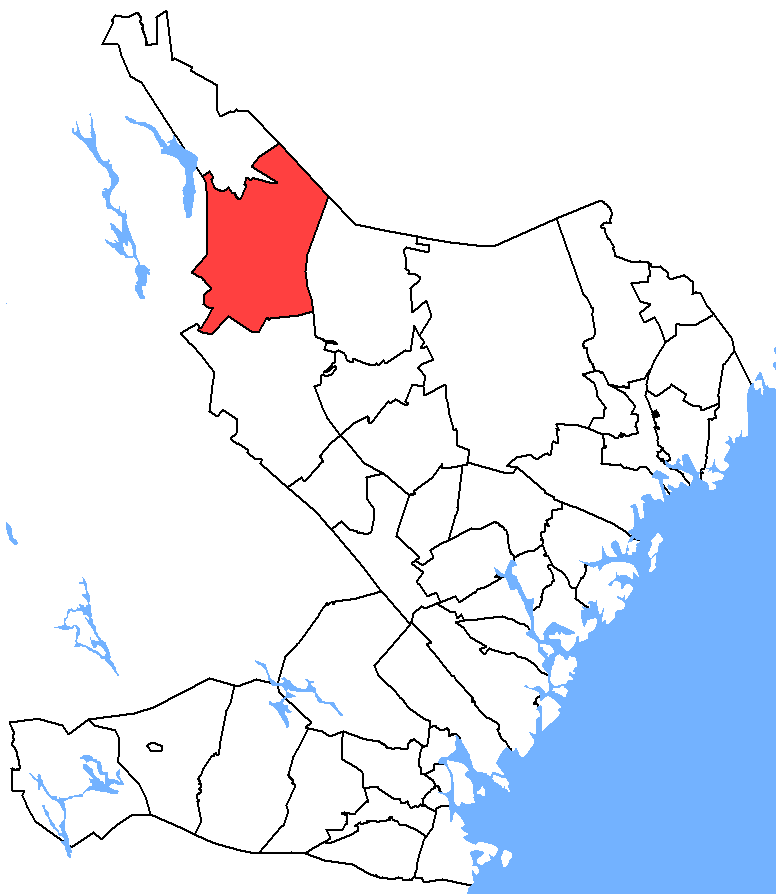
Fjällsjö landskommun 1952–66
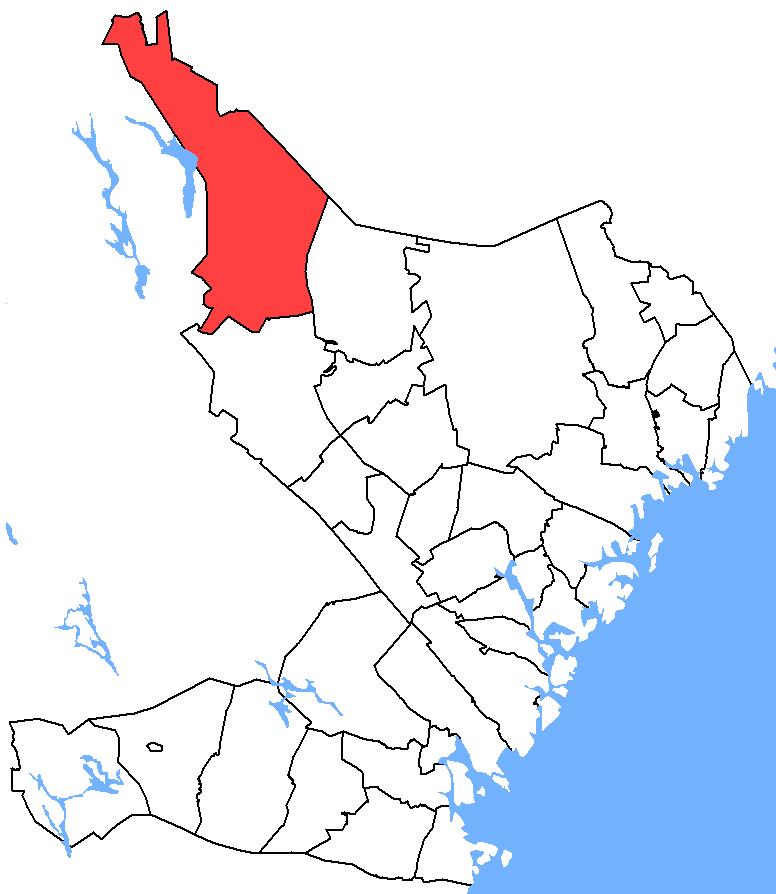
Fjällsjö landskommun 1967-1970 och Fjällsjö kommun 1971-1973

### Tätorter i kommunen 1960
| Tätort | Folkmängd |
| ------ | --------- |
| Backe  | 966       |
| Rossön | 689       |

Tätortsgraden i kommunen var den 1 november 1960 43,0 procent.

## Politik

### Mandatfördelning i valen 1938-1970
| 16 | 5 |  | 3 |

| 24 |

|  | 14 | 5 |  | 4 |

| 23 |

| 3 | 13 | 5 |  | 3 |

| 22 |

| 4 | 19 | 8 | 2 | 2 |

| 30 | 5 |

| 4 | 19 | 6 | 3 | 3 |

| 29 | 6 |

| 3 | 19 | 7 | 2 | 4 |

| 30 | 5 |

| 4 | 18 | 8 | 2 | 3 |

| 29 | 6 |

| 6 | 19 | 10 | 2 | 3 |

| 34 | 6 |

| 5 | 21 | 10 |  | 2 |

| 34 |